# Nyctelea micrantha
Nyctelea micrantha là loài thực vật có hoa trong họ Mồ hôi. Loài này được (Torr.) Wooton & Standl. mô tả khoa học đầu tiên năm 1915.